# Ingegerd Wärnersson
Helena Ingegerd Wärnersson, född Lundborg 19 januari 1947 i Vetlanda, är en svensk politiker (socialdemokrat), som har innehaft uppdrag som statsråd och ämbetsman.

## Biografi
Ingegerd Wärnersson började arbeta som lågstadielärare 1968 och var verksam som skolledare från 1984, bland annat som rektor.

### Riksdagsledamot
Hon var riksdagsledamot 1988–1991 och 1994–2002. I riksdagen var hon ledamot i utbildningsutskottet 1994–1998 (även suppleant i samma utskott 1988–1991) och ledamot i riksdagens valberedning 1994–1998. Hon var även suppleant i justitieutskottet, utrikesutskottet och Europarådets svenska delegation.
Hon fick även utredningsuppdrag om nya läroplaner, och uppdrag i Unesco och Europarådet.

### Skolminister
Ingegerd Wärnersson var statsråd i Utbildningsdepartementet (skolminister) i regeringen Persson 1998–2002.
Under sin tid som skolminister 7 oktober 1998-16 januari 2002 genomförde hon bland annat maxtaxereformen i barnomsorg och förskola, allmän förskola för fyra- och femåringar, kunskapslyftet samt KY-utbildning.
Hon fick bland annat ge namn till "Wärnerssonpengarna" som formellt kallades personalförstärkningspengar och var ett statligt bidrag till kommuner i syfte att hålla uppe personaltätheten i skolan.
Under sin tid som skolminister blev Wärnersson ofta kritiserad, inte minst av Folkpartiet och dess skolpolitiske talesperson Jan Björklund. Hon fick lämna skolministerposten i samband med en regeringsombildning i januari 2002 och blev istället landshövding. Uppgiften som skolminister övertogs samtidigt av utbildningsminister Thomas Östros.

### Landshövding i Blekinge län
Ingegerd Wärnersson var landshövding i Blekinge län från 1 mars 2002 till september 2008. Hennes förordnande skulle ha varat i sex år, till slutet av februari 2008, men förlängdes till hösten 2008.